# Jimmy Webb
James Layne Webb, detto Jimmy (Elk City, 15 agosto 1946), è un compositore, cantautore, paroliere e produttore discografico statunitense.

## Carriera
Tra i brani più famosi da lui scritti vi sono Up, Up and Away (1967), By the Time I Get to Phoenix (1967), Wichita Lineman (1968), Galveston (1969), The Worst That Could Happen (1969), All I Know (1973) e MacArthur Park (1969).
Nel corso della sua carriera ha lavorato con numerosi artisti del mondo pop e le sue canzoni sono state interpretate da cantanti o gruppi come The 5th Dimension, Glen Campbell, The Supremes, Richard Harris, Johnny Maestro, Rod McKuen, Frank Sinatra, Thelma Houston, Barbra Streisand, Art Garfunkel, Joe Cocker, Judy Collins, Donna Summer, Linda Ronstadt, America, Amy Grant, Dionne Warwick, John Denver, Johnny Cash, James Taylor, Billy Joel, Tom Jones, Michael Feinstein, Rosemary Clooney, R.E.M. e Carly Simon.
Nel 1986 è stato incluso nella Songwriters Hall of Fame.
È presente anche nella Nashville Songwriters Hall of Fame (dal 1990) e ha ricevuto un premio alla carriera dalla National Academy of Songwriters nel 1993. Nel 2012 ha ricevuto l'Ivor Novello Special International Award.
Nell'ambito dei Grammy Awards 1968 ha vinto il premio come "canzone dell'anno" per Up, Up and Away, interpretata dai The 5th Dimension.

## Discografia

### Album originali
- Jim Webb Sings Jim Webb (1968)
- Words and Music (1970)
- And So: On (1971)
- Letters (1972)
- Land's End (1974)
- El Mirage (1977)
- Angel Heart (1982)
- Suspending Disbelief (1993)
- Ten Easy Pieces (1996)
- Twilight of the Renegades (2005)
- Live and at Large (2007)
- Just Across the River (2010)
- Still Within the Sound of My Voice (2013)

### Collaborazioni
- Up, Up and Away (1966) The 5th Dimension
- The Magic Garden (1967) The 5th Dimension
- Rewind (1967) Johnny Rivers
- A Tramp Shining (1968) Richard Harris
- The Yard Went On Forever (1968) Richard Harris
- Sunshower (1969) Thelma Houston
- The Supremes Produced and Arranged by Jimmy Webb (1972) The Supremes
- Reunion: The Songs of Jimmy Webb (1974) Glen Campbell
- Earthbound (1975) The 5th Dimension
- Live at the Royal Festival Hall (1977) Glen Campbell
- Watermark (1977) Art Garfunkel
- Breakwater Cat (1980) Thelma Houston
- The Last Unicorn (1982) America
- The Animals' Christmas (1986) Art Garfunkel & Amy Grant
- Light Years (1988) Glen Campbell
- Cry Like a Rainstorm, Howl Like the Wind (1989) Linda Ronstadt
- Film Noir (1997) Carly Simon
- Only One Life: The Songs of Jimmy Webb (2003) Michael Feinstein
- This Kind of Love (2008) Carly Simon
- Cottonwood Farm (2009) Jimmy Webb & The Webb Brothers
- Glen Campbell and Jimmy Webb: In Session (2012) Glen Campbell & Jimmy Webb

### Raccolte
- Tribute to Burt Bacharach and Jim Webb (1972)
- Archive (1994)
- And Someone Left the Cake Out in the Rain... (1998)
- Reunited with Jimmy Webb 1974–1988 (1999)
- Tunesmith: The Songs of Jimmy Webb (2003)
- The Moon's a Harsh Mistress: Jimmy Webb in the Seventies (2004) (boxset)
- Archive & Live (2005)